# Carly's Song
«Carly's Song» es un sencillo de Enigma publicado en 1993 en Estados Unidos y Australia. La canción está incluida en la banda sonora original de la película de 1993 Sliver. 
El tema es cantado por Sandra, en aquel tiempo esposa de Michael Cretu, el creador de Enigma. Usa, asimismo, samples de la cantante de música tradicional mongola Namjilyn Norovbanzad. 
Este tema sería remezclado y reeditado como «Age of Loneliness» en el álbum The Cross of Changes, del cual se extraería para ser publicado también en sencillo.

## Listado
- CD maxi sencillo (Australia)

1. «Carly's Song» — 3:47
2. «Carly's Song» (Jam & Spoon Remix) — 6:31
3. «Carly's Loneliness» — 3:11
4. «Carly's Song» (Instrumental) — 4:00

- Vinilo, maxi sencillo 12 pulgadas (Estados Unidos)

A: «Carly's Song» (Jam & Spoon Remix) — 6:31

B1: «Carly's Song» (LP Version) — 3:47

B2: «Carly's Song» (Instrumental) — 4:00

B3: «Carly's Loneliness» (LP Version) — 3:13